# Мантінея
Мантінея (грец. Μαντίνεια, лат. Mantineia), раніше Антігонія (грец. Αντιγόνεια, лат. Antigonia) — давньогрецьке місто в області Аркадія в центральній частині Пелопоннесу. Нині це муніципалітет в сучасній Аркадії (Греція), до складу якого також входить село Нестані (грец. Νεστάνη; чисельність населення станом на 2001 рік близько 777 осіб). Муніципалітет розташований у Північно-Східній частині префектури Аркадії. Його територія близько 205 393 км², а чисельність населення становить 3510 осіб.

## Історія
Місто назване на честь Мантінея грец. Μαντινέα, сина царя Лікаона. З появою цього міста почалося об'єднання п'яти муніципалітетів зі столицею цитаделі в місті Птоліс або Птол (грец. Πτόλη). 

В античні часи біля міста відбулося декілька битв, найвідомішою з яких є битва 362 року до н.е. між спартанцями та фіванцями, під час якої загинув знаменитий фіванський полководець Епамінонд.
З Мантінеї походила Ластенія Мантінейська, учениця Платона.